# Torac, Banatul Central

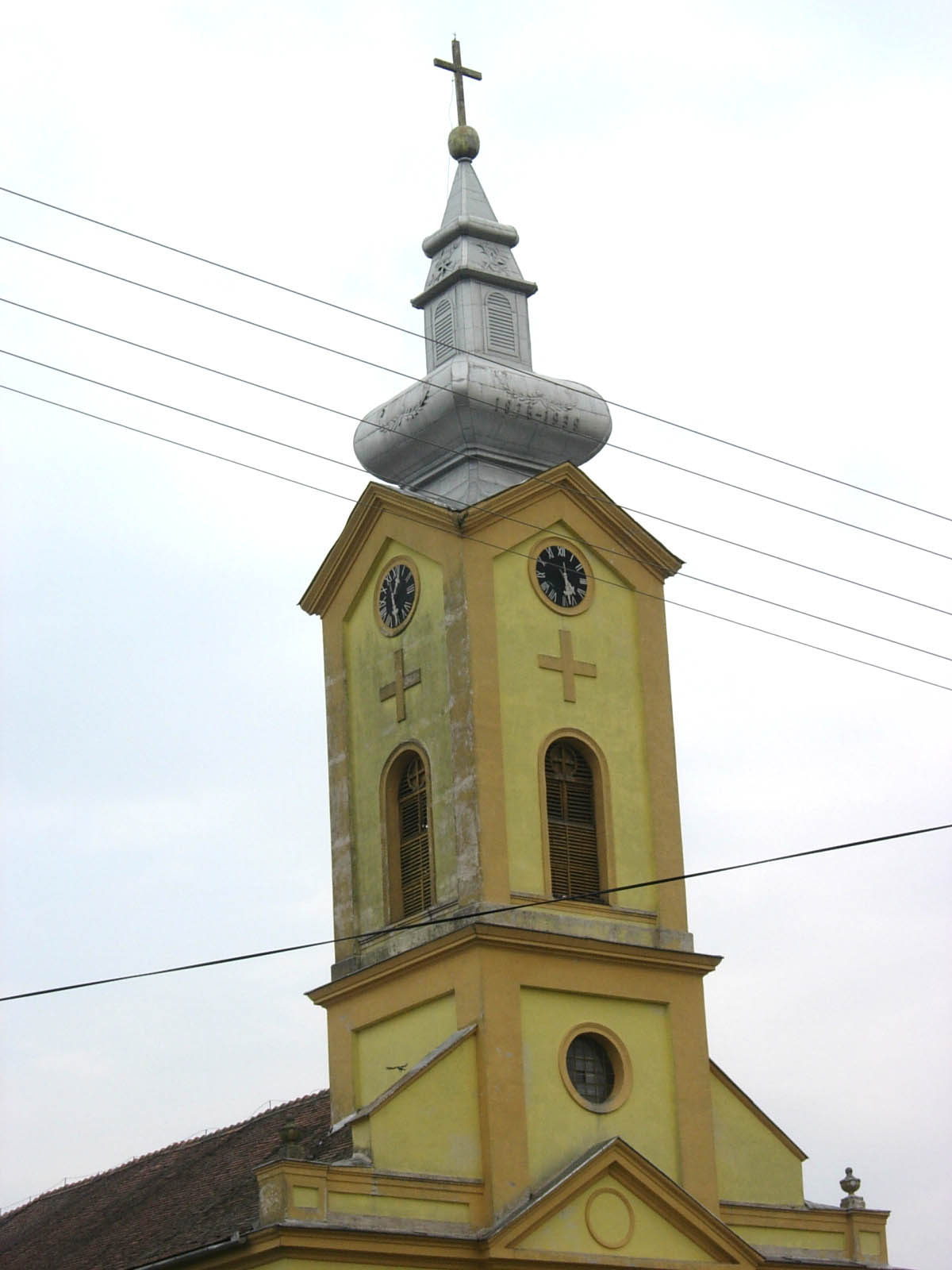
Biserica ortodoxă din Toracul Mare

Torac, format din Toracul Mare și Toracu Mic, (în sârbă Торак, în maghiară Nagytárnok és Kistárnok, germană Großtorak und Kleintorak), numit între 1947-2001 Begheiți (sârbă Begejci - Бегејци), este un sat din Serbia. Este situat în comuna Žitište, Districtul Banatul Central din Voivodina. Potrivit recensământului din 2011 satul are o populație de 2.291 de persoane, în majoritate români.

## Geografie
Satul Torac este împărțit în două, o parte fiind numită Toracul Mic (în sârbă Mali Torak), iar cealaltă Toracul Mare (în sârbă Veliki Torak).  Este așezat pe malul stâng al canalului Bega, la aproximativ 15 km de granița cu România.  
În anul 1946 cele două părți au fost unite sub denumirea comună Torak (Torac). În anul următor, 1947, numele a fost schimbat în mod oficial la Begejci (ca Begheiți în românǎ).  
Ca urmare a schimbărilor politice între 1987 și 1999, în noua Iugoslavie (formată din Serbia și Muntenegru), localitatea a revenit la toponimicul vechi Torak (Torac), la începutul anului 2001.

## Istorie

### Perioada timpurie până la mijlocul secolului al XVI-lea
Prima atestare documentară a satului datează din anul 1332, Toracul apărând în listele de zeciuieli papale păstrate de Arhiva diecezei catolice din Cenad.

### Sub Ungaria dupǎAusgleich: 1867-1914
Toracul și Rǎzboiul Ruso-Turc din 1877-1878 (Rǎzboiul pentru Independența României) 
Românii din Austro-Ungaria au urmarit cu mare interes și mândrie participarea armatei române în Rǎzboiul Ruso-Turc din 1877-1878, care a fost și Rǎzboiul pentru Independența României. Guvernul de la Budapesta a interzis formarea comitetelor române de ajutor pentru soldații romani rǎniti pe front, dar a admis colecte individuale. În aceste circumstanțe, românii din Monarhia dualistǎ au rǎspuns la apelul fǎcut de Iudita Mǎcelariu din Sibiu, care a lansat o colectǎ chiar din prima lunǎ a rǎzboiului. Femeile din Banat, la fel și din regiunea Aradului, lanseazǎ la randul lor astfel de apeluri pentru soldații români rǎniți pe front.
Ziarele românilor din Monarhia austro-ungara publicǎ scrisori și liste dela cei care au colectat ajutoare.  Pritre astfel de scrisori, aflǎm în Gazeta Transilvaniei din Brașov din 5/17 martie 1878 și o scrisoare dela preoteasa Ana Fizeșanu, nǎscuta Crețiunescu, colectantǎ din Toracul Mic.  Pe lista preotesei se aflǎ 52 de nume, majoritatea din Toracul Mic, dar și unii din Toracul Mare, care au donat în total 19 florini și 42 deca scame și 10 fǎșii.

### Rǎzboiul al doilea mondial
În toamna anului 1944, după înfrângeri germane în Rusia și prăbușirea frontului în România, frontul a ajuns la drumul mare (vechiul drum Becicherecul Mare-Timișoara), unde erau cei doi ulmi mari la marginea satului la Toracul Mare. Tunurile tunau iar obuzele treceau peste sat și cădeau dincolo de canalul Bega. În decursul nopții de 1 spre 2 octombrie 1944, trupele germane sau retras din localitate. Pe ziua de 2 octombrie un camion de ruși a venit în recunoaștere să determine situația din sat. Fiindcă nu se puteau înțelege cu ei, sătenii au trimis după Alexa rusu (Alecsandar Vorobiev), fost soldat în armata Generalului Wrangel care a luptat împotriva bolșevicilor în răsboiul civil din Rusia între 1917-1920. Prin Alexa rușii au aflat că nemții au plecat din sat în toiul nopții. Deci, satul este ocupat de ruși pe ziua de 2 octombrie 1944.  
Fiindcă răsboiul continua, imediat după “eliberare” se încep mobilizările forțate în sate. Dar, cei mobilizați trebuie să semneze că ei de fapt se înscriu ca “voluntari” în așa zisa Armată de Eliberare Națională Iugoslavă [JNA - jugoslovenska narodna armija]. Majoritatea însă refuză să facă lucrul acesta și se refugiază în România.
Totodată încep și arestările. Preoții locali Todor Baloș și Ion Baloș sunt arestați, duși în satul vecin Modoš și întemnițați în pivniță. Preotul dela Toracul Mare Ioan Farca este scutit de arest doar prin faptul că este cetâțean român. Preoții sunt acuzați că ei au influențat pe cei refugiați să plece în România. Această acuzație se baza pe faptul că preoții eliberau certificate de naștere care se foloseau ca documente de indentificare (în loc de pașapoarte).
Pe lângă preoți, din diferite motive la Modoš au mai fost duși și alți săteni, printre care și membrii celebrei orchestre de muzică populară “Lira.”
În aceste circumstanțe, la începutul lunii noiembrie 1944 la Toracul Mare se trezește o dorință de a cere autorităților române permisiunea de a se strămuta la Săcălaz, vatra de baștină a torăcenilor mari, și se trece la acțiune concretă. În adresa din 10 noiembrie 1944 către Prefectul Județului Timiș-Torontal din Timișoara, în numele a 144 capi de familie din Toracul Mare și Toracul Mic (o persoană), fostul preot Constantin Lelea scrie următoarele:  
În anul 1765 str|moșilor noștri din comuna SĂCĂLAZ li s’a confiscat averea câștigată prin sudoarea feți lor proprie în mod mișelesc spre a sugruma vlaga și graiul nostru Românesc.  Despre suferinț| nu e mai necesar a aminti, însă mândrii suntem că am învățat a răbda, pentru că așa au răbdat moșii și strămoșii noștri. Însă după 179 de ani dreptatea noastră celor din SĂCĂLAZ a eșit la suprafață și dușmanii Neamului ne-au p|ărăsit satul nostru scump și avutul . . .  Ca atare și fiind în drept noi Torăcenii cerem să binevoiți a interveni la forurile competente ca să fim repuși în averile strămoșilor noștrii jefuite. Dușmanul neamului nostru nu ne-a putut sugruma puterea și glasul care azi din nou după 179 ani răsună strâgând, ne vrem satul și averile noastre jefuite înapoi.
Până în prezent nu am aflat care a fost răspunsul oficial al autorităților românești la această cerere, deși putem conclude că nu s’a luat nici o măsură, torăcenii rămânând și pe mai departe pe vatra Toracului. Totodată nu ne este cunoscut dacă noile autorități iugoslave au luat măsuri directe împotriva semnătarilor.  

## Demografie
- 1765-1767: anii colonizǎrii-cifre inexistente
- 1832: 5.368 = 2.812 [T]; 2.556 [t]
- 1843: 2.690 [t]
- 1854: 2.987 [t]
- 1869: 6.330 = 3.371 [T]; 2.959 [t]
- 1871: 6.090 = 3.090 [T]; 3.000 [t]
- 1880: 6.281 = 2.907 [t]
- 1890: 6.558 = 2.993 [t]
- 1900: 6.490 = 3.549 [T]; 2.941 [t]
- 1910: 5.199 = 3.349 [T]; 2.850 [t]
- 1921: 5.952 = 2.786 [T]; 2.886 [t]
- 1931: 5.422
- 1948: 4.945
- 1953: 5.016
- 1961: 5.198
- 1971: 4.817
- 1981: 4.289
- 1991: 3.700
- 2002: 2.850
- 2011: 2.291

## Personalități
- Emil Petrovici (1899 - 1968), lingvist și folclorist român.[8]
- Ionel Stoiț (n. 1952), poet român;
- Vichentie Avram-Folomoc (1900 - 1953), artist popular român.[9]

## Vezi și

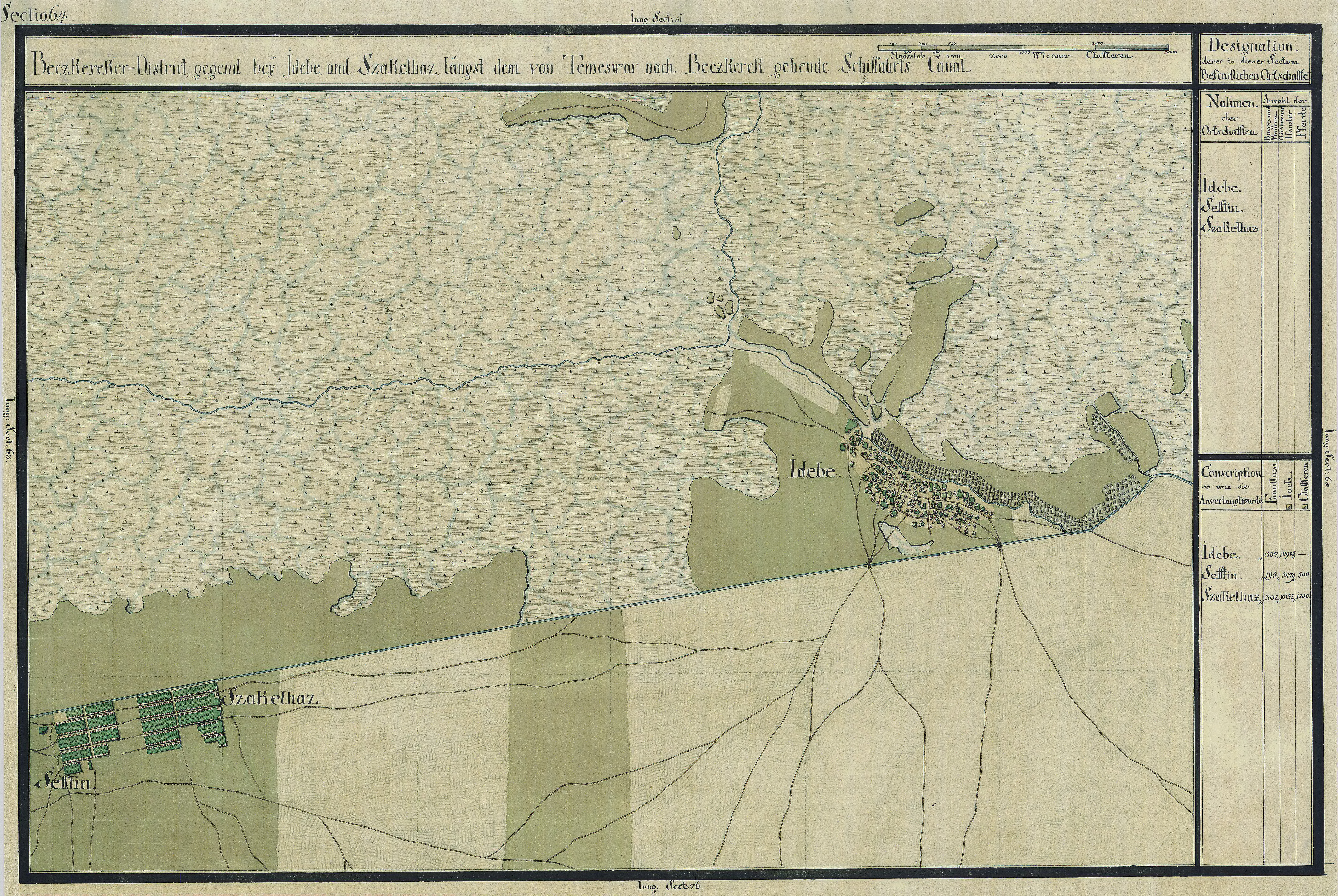
Torac în Harta Iosefină a Banatului, 1769-72